# ليشمانيا برازيلية
الليشمانيا البرازيلية (باللاتينية: Leishmania braziliensis) أحد أنواع الليشمانيات من تحت جنس (ضرب) Viannia، وهو طفيلي وحيد خلية، ينتشر في عدد من بلدان أمريكا الجنوبية وهو أحد مسببات داء الليشمانيات الجلدي و داء الليشمانيات الجلدي المخاطي عند الإنسان في العالم الجديد. ينتقل المرض بواسطة حشرات من جنس اللوتزومية من أسرة الفواصد. المستودع الطبيعي للطفيلي غير معروف بالتأكيد، وقد تم عزله، عدا الإنسان، من الكلبيات والخيليات.